# Chicklit
Chicklit er en litterær genre.
Forfattere i genren er Helen Fieldings med Bridget Jones og Sophia Kinsella med shopaholic-serien.
På dansk findes Nynnes dagbog af Henriette Lind og Lotte Thorsen.
En chicklit-roman har typisk en yngre heteroseksuel 25 til 40-årig kvindelig hovedperson, der har en succesfuld karriere.
En saudisk variant siges at være al-Saneas e-mail-roman fra 2005, Banat al-Riyadh,
mens Zahra Pedersens Ti kameler for Ameera fra 2021 er en euromuslimsk variation.
Bridget Jones og Nynnes dagbog er filmatiseret.